# Сосы
Сосы — деревня в Клепиковском районе Рязанской области. Входит в состав Бусаевского сельского поселения.

## География
Находится в северной части Рязанской области на расстоянии приблизительно 17 км на восток-юго-восток по прямой от районного центра города Спас-Клепики

## История
На карте 1850 года показана как поселение с 27 дворами. В 1859 году здесь (тогда деревня Рязанского уезда Рязанской губернии) было учтено 32 двора, в 1897 — 69.

## Население
Численность населения: 276 человек (1859 год), 445 (1897), 7 в 2002 году (русские 100 %), 3 в 2010.